# 斗战胜佛
鬥戰勝佛（羅馬化：Yuddhajaya），三十五佛之一。鬪戰勝佛一名出現於多本大乘佛經，如《佛說佛名經》、《佛說三十五佛名禮懺文》、《大方廣佛華嚴經》的〈入不思議解脫境界普賢行願品〉等。
《觀虛空藏菩薩經》記載虛空藏菩薩的如意珠中能映現三十五佛，鬪戰勝佛則為三十五佛之一。

## 民俗文化
中國神怪小说《西遊記》中主要角色孫悟空於結局裡成佛的佛號。